# Warren County, Tennessee
Warren County är ett administrativt område i delstaten Tennessee, USA, med 39 839 invånare. Den administrativa huvudorten (county seat) är McMinnville.

## Geografi
Enligt United States Census Bureau har countyt en total area på 1 120 km². 1 124 km² av den arean är land och 4 km² är vatten.

### Angränsande countyn
- DeKalb County - norr
- White County - nordost
- Van Buren County - öst
- Sequatchie County - sydost
- Grundy County - söder
- Coffee County - sydväst
- Cannon County - nordväst